# 北卡罗来纳州总检察长
北卡罗来纳州总检察长是全州范围内由选民直接选举产生的公职。作为宪法官员，总检察长负责代表州政府机构处理法律事务，为其他州官员和检察官提供法律意见，并领导北卡罗来纳州司法部。现任总检察长为杰夫·杰克逊，于2025年1月1日就职。该职位可追溯至北卡罗来纳殖民地时期。1776年州宪法设立该职，由州议会任命。1868年新宪法将其改为民选行政官员，并通过法律明确其职责。自1971年起，总检察长担任州务委员会成员。

## 历史
早在1677年，“总检察长”一职便在北卡罗来纳地区出现，当时总督约翰·詹金斯任命了乔治·杜兰特。1697年，英王为整个卡罗来纳省任命总检察长，该职位负责全省事务直至卡罗来纳一分为二，此后北卡和南卡分别设立各自的总检察长。作为英国总检察长的代表，北卡及其他英属美洲殖民地的总检察长与之行使相同职权。最后一任殖民地总检察长托马斯·麦圭尔于1767年获任命，据北卡州务卿办公室记载，他“很可能”一直任职至美国独立战争爆发。
美国独立战争爆发后，各州陆续通过宪法，大多设立了总检察长一职。1776年12月18日通过的《北卡罗来纳州宪法》在第十三条中设立了该职位，规定总检察长由州议会任命，可在“行为良好”的前提下无限期任职，类似于法官的任期制度。与其他州总检察长类似，北卡罗来纳州的总检察长权力来源于英国普通法、殖民地传统及州内法律。北卡罗来纳州独立后首任总检察长为瓦茨特尔·埃弗里，任期为1777至1779年。州议会对总检察长的职权设有严格限制，不仅负责任命其副手，并且在1806年前后将其诉讼权限限定于州内六个特定司法辖区。1835年，新宪法将总检察长的任期设定为四年。
1868年宪法将总检察长设为行政部门的民选官员。根据该框架，总检察长为州务委员会的法律顾问，但并非其正式成员。宪法还规定，总检察长为州教育委员会的当然成员，其具体职责由法律设定。同年州议会为总检察长规定了八项法定职责，其中包括代表州政府处理法律事务、应请求代表政府机构出庭、为地方检察官提供法律建议、向州议会提交年度报告、汇总地方检察官的工作报告、为州议会及其他政府机构提供法律意见、向州财政上缴资金以及保管本办公室的账目记录。大多数刑事案件的起诉职责则由地区检察官负责。
1971年北卡罗来纳州新宪法对总检察长的职权几无实质变动，但将其正式列为州务委员会成员，并取消其在州教育委员会中的当然席位。同年州议会组建了北卡罗来纳州司法部，整合了总检察长办公室、州调查局、法规委员会及警务信息网络。20世纪70年代初，时任总检察长罗伯特·B·摩根将职能重点由政府法律事务和执法转向消费者保护，并通过与州长、州议会及其他州总检察长建立联系，提升了该职位的政治影响力。1984年公投通过宪法修正案，规定总检察长必须具备北卡罗来纳州执业律师资格。2014年，州调查局脱离总检察长管辖，改为直接隶属于州长的独立机构。现任总检察长为民主党人杰夫·杰克逊，他于2025年1月1日就职。

## 权责
根据《北卡罗来纳州宪法》第三章第七节规定，总检察长由四年一度的民选产生，不设任期限制。如出现职位空缺，州长有权任命继任者，直至下次州议会选举时由选民选出正式人选。根据宪法第三章第八节，总检察长为州务委员会成员，并在州长继任顺位中排第八。与所有州务委员会成员一样，总检察长的薪资由州议会设定，任期内不得下调。截至2025年，总检察长年薪为168,384美元。
总检察长是州政府的首席法律官，其职责主要由北卡罗来纳州的一般法规所规定。他们的职责包括为所有州政府机构提供法律代理。在职业行为规则允许的情况下，总检察长需要应请求向法官、治安官、县市律师提供法律意见，以及处理对州初审法院裁决的上诉案件。总检察长可代表州政府在联邦或州各级法院、监管机构或其他法定机构前主动提起诉讼或介入相关程序，以维护公共利益。但法律禁止总检察长在诉讼中违背州议会立场，或主张其立法行为违宪。
根据法律规定，总检察长可就州议会、州长或其他州级官员提出的法律问题提供不具约束力的法律意见。尽管总检察长是州政府的首席法律代表，但州长常常更倾向于听取其任命的法律顾问的意见，而非采纳总检察长的观点。一般而言，总检察长不得向私人实体提供法律意见。州议会亦确认，只要总检察长以符合州法律和宪法的方式行使权力，他就拥有普通法传统赋予的权力。尽管北卡罗来纳州最高法院尚未明确界定该职位在普通法下的具体权力范围，但曾裁定该职位有“为保护和维护北卡罗来纳州主权人民的财产和财政收入而提起所有必要诉讼的义务”。法律禁止总检察长在法院诉讼中主张州法律的任何部分违宪。
总检察长领导北卡罗来纳州司法部，并负责任命其部门主管。司法部主管州立犯罪实验室。除非应地方检察官请求，总检察长不得自行提起诉讼。此外，总检察长对法院、地方检察官及地方执法机构不具管辖权。

## 政治趋势和动态
在历史上，北卡罗来纳州的大多数总检察长为民主党人。截至2024年，最后一位通过选举当选的共和党总检察长是1896年当选的泽布·V·沃尔泽。1974年，共和党人小詹姆斯·H·卡森曾因填补空缺被任命为总检察长，任期仅数月。
自1968年起，除摩根于1974年当选联邦参议员外，所有当选北卡罗来纳州总检察长的民主党人此后均曾参选州长。截至2024年，其中的迈克·伊斯利、罗伊·库珀和乔希·斯坦成功当选，另有两人竞选失败。

## 北卡罗来纳州总检察长列表

### 殖民地时期任命
| 任次 | 总检察长 | 总检察长      | 在任时间        | 来源  |
| ---- | -------- | ------------- | --------------- | ----- |
| 1    |          | 托马斯·麦圭尔 | 1767年 – 1776年 | [ 7 ] |

### 议会选出
| 任次 | 总检察长 | 总检察长                | 在任时间        | 来源  |
| ---- | -------- | ----------------------- | --------------- | ----- |
| 2    |          | 瓦茨特尔·埃弗里         | 1777年 – 1779年 | [ 7 ] |
| 3    |          | 詹姆斯·艾尔德尔         | 1779年 – 1782年 | [ 7 ] |
| 4    |          | 艾尔弗雷德·穆尔         | 1782年 – 1791年 | [ 7 ] |
| 5    |          | 约翰·海伍德             | 1792年 – 1795年 | [ 7 ] |
| 6    |          | 小布莱克·贝克           | 1795年 – 1803年 | [ 7 ] |
| 7    |          | 亨利·西韦尔             | 1803年 – 1808年 | [ 7 ] |
| 8    |          | 奥利弗·菲茨             | 1808年 – 1810年 | [ 7 ] |
| 9    |          | 威廉·米勒               | 1810年          | [ 7 ] |
| 10   |          | 哈钦斯·戈登·伯顿        | 1810年 – 1816年 | [ 7 ] |
| 11   |          | 威廉·P·德鲁             | 1816年 – 1824年 | [ 7 ] |
| 12   |          | 詹姆斯·F·泰勒           | 1825年 – 1828年 | [ 7 ] |
| 13   |          | 罗伯特·H·琼斯           | 1828年          | [ 7 ] |
| 14   |          | 罗米拉斯·米切尔·桑德斯  | 1828年 – 1834年 | [ 7 ] |
| 15   |          | 约翰·里夫斯·琼斯·丹尼尔 | 1835年 – 1841年 | [ 7 ] |
| 16   |          | 休·麦奎因               | 1841年 – 1842年 | [ 7 ] |
| 17   |          | 施皮尔·惠特克           | 1842年 – 1846年 | [ 7 ] |
| 18   |          | 爱德华·斯坦利           | 1846年 – 1848年 | [ 7 ] |
| 19   |          | 巴塞洛缪·F·穆尔         | 1848年 – 1851年 | [ 7 ] |
| 20   |          | 小威廉·伊顿             | 1851年 – 1852年 | [ 7 ] |
| 21   |          | 马特·惠特克·兰塞姆      | 1853年 – 1855年 | [ 7 ] |
| 22   |          | 约瑟夫·B·巴彻勒         | 1855年 – 1856年 | [ 7 ] |
| 23   |          | 威廉·亨利·贝利          | 1857            | [ 7 ] |
| 24   |          | 威廉·A·詹金斯           | 1857年 – 1862年 | [ 7 ] |
| 25   |          | 赛恩·哈特·罗杰斯        | 1863年 – 1868年 | [ 7 ] |

### 普选产生
| 任次 | 总检察长 | 总检察长             | 在任时间        | 党派   | 来源   |
| ---- | -------- | -------------------- | --------------- | ------ | ------ |
| 26   |          | 威廉·M·科尔曼        | 1868年 – 1869年 | 共和党 | [ 7 ]  |
| 27   |          | 刘易斯·P·奥尔兹      | 1869年 – 1870年 | 共和党 | [ 7 ]  |
| 28   |          | 威廉·马库斯·希普     | 1870年 – 1873年 | 民主党 | [ 7 ]  |
| 29   |          | 塔兹韦尔·L·哈格罗夫  | 1873年 – 1877年 | 共和党 | [ 7 ]  |
| 30   |          | 托马斯·S·凯南        | 1877年 – 1885年 | 民主党 | [ 7 ]  |
| 31   |          | 西奥多·F·戴维森      | 1885年 – 1893年 | 民主党 | [ 7 ]  |
| 32   |          | 弗朗克·I·奥斯本      | 1893年 – 1897年 | 民主党 | [ 41 ] |
| 33   |          | 泽布·V·沃尔泽        | 1897年 – 1900年 | 共和党 | [ 41 ] |
| 34   |          | 罗伯特·迪克·道格拉斯 | 1900年 – 1901年 | 共和党 | [ 41 ] |
| 35   |          | 罗伯特·D·吉尔默      | 1901年 – 1909年 | 民主党 | [ 41 ] |
| 36   |          | 托马斯·沃尔特·比克特 | 1909年 – 1917年 | 民主党 | [ 41 ] |
| 37   |          | 詹姆斯·S·曼宁        | 1917年 – 1925年 | 民主党 | [ 41 ] |
| 38   |          | 丹尼斯·G·布鲁米特    | 1925年 – 1935年 | 民主党 | [ 41 ] |
| 39   |          | 阿龙·A·F·西韦尔      | 1935年 – 1938年 | 民主党 | [ 41 ] |
| 40   |          | 哈里·麦克马伦        | 1938年 – 1955年 | 民主党 | [ 41 ] |
| 41   |          | 小威廉·B·罗德曼      | 1955年 – 1956年 | 民主党 | [ 42 ] |
| 42   |          | 乔治·B·巴顿          | 1956年 – 1958年 | 民主党 | [ 41 ] |
| 43   |          | 马尔科姆·B·西韦尔    | 1958年 – 1960年 | 民主党 | [ 41 ] |
| 44   |          | T·韦德·布鲁顿        | 1960年 – 1969年 | 民主党 | [ 41 ] |
| 45   |          | 罗伯特·B·摩根        | 1969年 – 1974年 | 民主党 | [ 41 ] |
| 46   |          | 小詹姆斯·H·卡森      | 1974年 – 1975年 | 共和党 | [ 41 ] |
| 47   |          | 鲁弗斯·L·埃德米斯坦  | 1975年 – 1985年 | 民主党 | [ 41 ] |
| 48   |          | 莱西·索恩伯格        | 1985年 – 1993年 | 民主党 | [ 41 ] |
| 49   |          | 迈克·伊斯利          | 1993年 – 2001年 | 民主党 | [ 43 ] |
| 50   |          | 罗伊·库珀            | 2001年 – 2017年 | 民主党 | [ 44 ] |
| 51   |          | 乔希·斯坦            | 2017年 – 2025年 | 民主党 | [ 45 ] |
| 52   |          | 杰夫·杰克逊          | 2025年至今      | 民主党 | [ 19 ] |

## 引用著作
- Bledsoe, Margaret M. . North Carolina Law Review. September 1992, 70 (6): 1853–1898  [2025-07-17]. （原始内容存档于2024-07-09）.
- Crawford, Wright W. . North Carolina Banking Institute. March 2024, 28 (1): 527–555.
- Eamon, Tom. . Chapel Hill: University of North Carolina Press. 2014. ISBN 9781469606972. - See profile at Google Books
- Fleer, Jack. . University Press of America. 2007. ISBN 9780761835646.
- Guillory, Ferrel.  (PDF). N.C. Insight (N.C. Center for Public Policy Research). June 1988: 40–44  [2025-07-17]. （原始内容存档 (PDF)于2025-07-06）.
- Harris, John E. . North Carolina Law Review. September 2014, 92 (6): 2027–2064  [2025-07-17]. （原始内容存档于2024-09-12）.
- Mays, David John. Sweeney, James R. , 编. . University of Georgia Press. 2008. ISBN 9780820330259.
- . Raleigh: North Carolina Secretary of State. 2001. OCLC 436873840.
- . Raleigh: North Carolina Department of the Secretary of State. 2011. OCLC 2623953.
- Orth, John V.; Newby, Paul M.  second. Oxford University Press. 2013. ISBN 9780199300655.
- Orth, John V. . North Carolina Law Review. September 1992, 70 (6): 1825–1851  [2025-07-17]. （原始内容存档于2024-07-11）.
- Vick, Wesleigh C. . North Carolina Law Review. September 2018, 96 (6): 1855–1881.